# باغچله
باغچله(به کردی: باخچەڵە، Baxçelle) روستایی از توابع بخش سرشیو شهرستان سقز است که در استان کردستان ایران قرار دارد.

## جمعیت
این روستا در دهستان ذوالفقار واقع شده و براساس سرشماری سال ۱۳۸۵، جمعیت آن ۸۱ نفر (۱۸ خانوار) بوده‌است.